# لانفير يانغ (أنغلزي)
لانفير يانغ (أنغلزي) (بالإنجليزية: Llanfair-yng-Nghornwy)‏ هي قرية تقع في المملكة المتحدة في ويلز.